# Hinderlaag bij Bergen op Zoom
De Hinderlaag bij Bergen op Zoom vond plaats op 4 september 1643 tijdens de Tachtigjarige Oorlog. De hinderlaag werd voornamelijk bekend omdat het de eerste militaire actie was van Willem II van Oranje.
De cavaleriecommandant Krok en stadhouder Frederik Hendrik hadden de afspraak gemaakt om de stadhouders zoon Willem II van Oranje te betrekken bij deze actie, maar alleen als deze actie goed kon verlopen. Krok trok met zijn cavalerie naar Vlaanderen en daar kwam het tot een treffen met het Leger van Vlaanderen (Spanjaarden) onder Juan de Borgia. Al gauw ondervond Krok dat de Spanjaarden in de meerderheid waren en trok zich terug. Hij hoopte dat de Spanjaarden de achtervolging zouden inzetten. Dit gebeurde ook en ter hoogte van Bergen op Zoom wist Krok ze in een hinderlaag te lokken. De troepen die onder leiding stonden van Willem II van Oranje wisten 500 soldaten te doden en een honderdtal gevangen te nemen. Willem werd in het hele land bejubeld voor zijn daad.

## Bron
- Dedallo Carasso: Helden van het vaderland. Onze geschiedenis in 19de-eeuwse taferelen verbeeld. De historische galerĳ van Jacob de Vos Jacobszoon 1850-1863.  (Amsterdam 1991). Amsterdams Historisch Museum. 152. Anno 1643: het eerste wapenfeit van de jonge prins Willem II, blz. 228.

1574: Slag bij Bergen op Zoom · 
1588: Beleg door Farnese (Parma) · 
1605: Aanvallen op Bergen op Zoom · 
1622: Beleg door Spinola · 
1643: Hinderlaag bij Bergen op Zoom · 
1747: Beleg door Löwenthal